# The Everlasting Gaze
«The Everlasting Gaze» es una canción del grupo musical estadounidense The Smashing Pumpkins, la cual fue escrita por su líder, Billy Corgan. Corresponde al primer sencillo promocional (el primer comercial fue "Stand Inside Your Love", lanzado posteriormente) y la primera canción del quinto álbum de estudio, MACHINA/The Machines of God.
Durante las grabaciones de MACHINA/The Machines of God, se grabó una versión prematura de la canción, con letras diferentes y bajo el título de "Disco King". La versión final de la canción conserva el uso consistente del compás de tiempo débil del hi-hat, una técnica disco. El coro final fue cortado en la versión final, en reemplazo de una sección a cappella.

## Vídeo musical
El vídeo musical, que debutó la semana del 31 de enero de 2000, fue dirigido por el director sueco Jonas Åkerlund. Es un vídeo basado en una interpretación, siendo el primero en el que aparece Melissa Auf der Maur en el bajo junto al grupo, tras la salida de D'Arcy Wretzky. Originalmente, el grupo consideró a Jonathan Dayton y Valerie Faris para la dirección del vídeo.